# نیروی پاندروموتیو

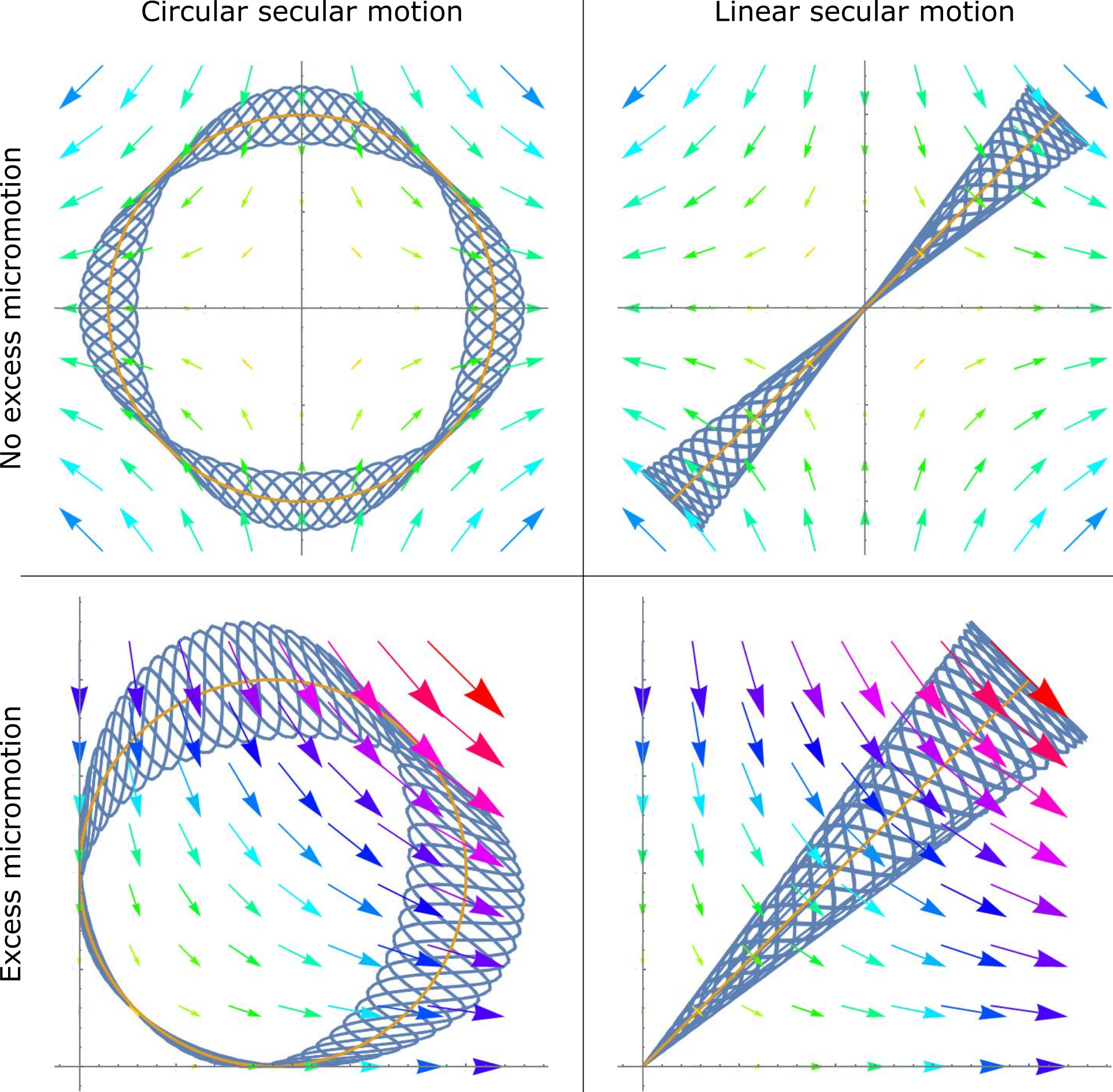
نمایی از حرکت کلاسیک یون به دام‌افتاده در یک‌تلهٔ فرکانس رادیویی (rf)، یک‌میدان الکتریکی چهارقطبی برای مرجع نمایش داده می‌شود که در یک‌فرکانس معین در نوسان است. جهت یک‌تلهٔ خطی، در حالی‌که خط نارنجی، حرکت سکولار (آهسته) ناشی از نیروی متحرک ناشی از میدان الکتریکی بر روی یون، حرکت نوسانی سریع در اطراف حرکت سکولار است.

نیروی پاندروموتیو یا پوندروموتیو (به انگلیسی ponderomotive force) در فیزیک، نیروی پاندروموتیو نیرویی خطی است که یک ذره ی باردار در یک میدان الکترومغناطیسی نوسانی تجربه می کند.
نیروی پاندورموتیو Fp به صورت زیر بیان می شود:
{\displaystyle {\displaystyle \mathbf {F} _{\text{p}}=}{\displaystyle -{\frac {e^{2}}{4m\omega ^{2}}}}{\displaystyle \nabla }{\displaystyle (E^{2})}}
که واحد آن نیوتن است (در SI) و e بار الکتریکی ذره ، m جرم آن، ω فرکانس زاویه ای نوسانات میدان، و E دامنه ی میدان الکتریکی است. در دامنه های به قدر کافی کم نیروی وارد شده توسط میدان مغناطیسی بسیار کم است.
معادله ی بالا به این معنی است که ذره ی باردار با میدان نوسانی غیر همگن نه تنها در فرکانس ω میدان نوسان می کند بلکه با نیروی Fp  به سمت جهت ضعیف میدان شتاب می گیرد. این نمونه ای نادری است که علامت بار ذرات جهت نیرو را تغییر نمی‌دهدe)2=(+e)2-).
ساز وکار نیروی پاندروموتیو را با در نظر گرفتن حرکت بار در میدان نوسانی فهمید. در حضور میدان همگن بار به محل اولیه اش بعد یک چرخه از نوسان بر می گردد. در حضور میدان غیر همگن نیروی وارده بر بار در حین یک نیم چرخه آنرا به ناحیه نقاطی با دامنه ی میدان بالا در جهتی که میدان ضعیف است می کشاند. که بزرگتر از نیروی وارده در حین یک نیم چرخه در ناحیه ای با دامنه میدان کمتر است که در آن نقاط به سمت ناحیه میدان قوی می روند. بنابراین، میانگین آن بر روی یک چرخه کامل نیروی خالصی است که بار را به سمت ناحیه میدان ضعیف هدایت می کند.

## به بیانی دیگر
ابتدا فرض کنید ذره ای به جرم m که در پتانسیل متغیر {\displaystyle V(x)}حرکت می کند را در نظر بگیرید به طوری که داریم {\displaystyle m{\ddot {x}}=\nabla V}حالا نیرویی سریع و نوسانی،اما نه لزوما کوچک را اضافه می کنیم که بر ذره عمل کند:
{\displaystyle f=f_{1}\cos \omega t+f_{2}\sin \omega t}
که{\displaystyle f_{1}}و{\displaystyle f_{2}}به طور کل توابعی از مکان هسنتد. این نیرو خیلی سریع تر از نوسان ذره در پتانسیل اصلی نوسان می کند،و ما فرض کرده ایم که مکان ذره به عنوان تابعی از زمان را می توان به صورت جمع حرکت کند{\displaystyle X(t)} و یک نوسان سریع {\displaystyle \xi (t)}نوشت،
{\displaystyle x(t)=X(t)+\xi (t)}
ما همچنین فرض کرده ایم که دامنه ی نوسانات با قدرت نیرو و فرکانسش که در مقایسه با فاصله ی که نیروی اصلی پتانسیل و ضرایب {\displaystyle f_{1}}و {\displaystyle f_{2}}اساسا خیلی کوچک است.
شما شاید به این موضوع فکر کنید که مگر{\displaystyle X(t)}مسیر اصلی ذره تنها بدلیل {\displaystyle V(x)}نیست و نیروی {\displaystyle f}فقط آنرا حول این مسیر می جنباند ؟ ناباورانه، جواب خیر است. برای مثال آونگ صلبی را که مقید به چرخش در یک صفحه ی عمودی است را در نظر بگیرید،که تکیه گاهش در دامنه ی کوتاهی سریعا بالا و پائین از خارج نوسان کند، که باعث حرکت به طور ثابت به سمت بالا می شود. برای حرکت در مقیاس زمانی کند مرتبط با پتانسیل اصلی،نیروی نوسانی سریع اعمال شده با پتانسیل موثری برابر است.
این موضوع عواقب تجربی مهمی را می تواند داشته باشد. برای یک ذره ی باردار در یک میدان الکتریکی نوسانی سریع،پتانسیل موثر از نوسان متناسب با {\displaystyle e^{2}{\bar {E^{2}}}}است که نیرویی که ذره را به سمت مناطق با میدان ضیعف تر می کشاند. که نیروی پاندروموتیو نامیده می شود.
برای فیزیکدانان پلاسمایی،نیروی پاندروموتیو ویژگی های خیلی مهمی دارد--ذرات مثبت و منفی را در همان جهت خود می راند،و بنابراین ابزاری متفاوت از میدان های مغناطیسی و الکتریکی برای محبوسی پلاسما را می دهد.

## استخراج
استخراج عبارت نیروی پاندروموتیو به صورت زیر است .
ذره ای تحت تاثیر میدان الکتریکی غیر یکنواخت که با فرکانس ω در جهت x نوسان می کند در نظر بگیرید. معادله حرکت به صورت زیر است:
{\displaystyle {\displaystyle {\ddot {x}}=g(x)\cos(\omega t),}}
از اثر میدان مغناطیسی نوسانی صرف نظر کرده ایم.
اگر مقیاس طولی متغیر (g(x به اندازه ی کافی بزرگ باشد مسیر ذره را می توان به دو قسمت حرکت زمانی کند و حرکت زمانی تند تقسیم کرد :
{\displaystyle {\displaystyle x=x_{0}+x_{1}}}
که {\displaystyle x_{0}} حرکت سوق کند و {\displaystyle x_{1}}نوسانات سریع را نشان می دهند حالا اگر فرض کنیم که {\displaystyle x_{1}\ll x_{0}}. با این فرض ها ما می توانیم از بسط تیلور برای معادله نیرو حول {\displaystyle x_{0}} استفاده کنیم تا برسیم به :
{\displaystyle {\ddot {x}}_{0}+{\ddot {x}}_{1}=\left[g(x_{0})+x_{1}g'(x_{0})\right]\cos(\omega t)}
{\displaystyle {\displaystyle {\ddot {x}}_{0}\ll {\ddot {x}}_{1}}} و بدلیل اینکه{\displaystyle x_{1}} کوچک است ،
{\displaystyle g(x_{0})\gg x_{1}g'(x_{0})} بنابراین
{\displaystyle {\ddot {x}}_{1}=g(x_{0})\cos(\omega t)}
در مقیاس زمانی که در آن {\displaystyle x_{1}} نوسان می کند،{\displaystyle x_{0}} اساساً یک ثابت است بنابراین، بالا را می توان جمع بندی کرد تا برسیم به:
{\displaystyle {\displaystyle {\ddot {x}}_{0}+{\ddot {x}}_{1}=\left[g(x_{0})+x_{1}g'(x_{0})\right]\cos(\omega t)}}
با جایگذاری این در معادله ی نیرو و میانگین بر مقیاس زمانی {\displaystyle 2\pi /\omega }بدست می آوریم که :
{\displaystyle {\displaystyle {\ddot {x}}_{0}=-{\frac {g(x_{0})g'(x_{0})}{2\omega ^{2}}}}}
{\displaystyle {\displaystyle \Rightarrow {\ddot {x}}_{0}=-{\frac {1}{4\omega ^{2}}}\left.{\frac {d}{dx}}\left[g(x)^{2}\right]\right|_{x=x_{0}}}}
بنابراین ما عبارتی برای سرعت سوق یک ذره ی باردار تحت تاثیر میدان نوسانی غیر یکنواخت بدست آوردیم.

## میانگین زمانی چگالی
به جای یک ذره ی باردار می توانیم گازی از ذرات باردار که تحت تاثیر عملی مثل نیرو محبوس شده اند در نظر بگیریم. چنین گازی از ذرات باردار را پلاسما می نامند تابع توزیع و چگالی پلاسما با فرکانس نوسانی وارد شده و برای رسیدن به راه حل دقیق افت و خیز خواهد داشت. ما نیاز به حل معادله ولاسف داریم. اما معمولاً فرض می شود که میانگین زمانی چگالی پلاسما را می توان مستقیماً از عبارتی برای نیروی حرکت سوق ذرات مستقل باردار بدست آورد :
{\displaystyle {\displaystyle {\bar {n}}(x)=n_{0}\exp \left[-{\frac {e}{\kappa T}}\Phi _{\text{P}}(x)\right]}}
که در آن {\displaystyle \Phi _{\text{P}}}پتانسیل پاندروموتیو است که به صورت زیر داده می شود
{\displaystyle {\displaystyle \Phi _{\text{P}}(x)={\frac {m}{4\omega ^{2}}}\left[g(x)\right]^{2}}}

## نیروی پاندروموتیو تعمیم داده شده
به جای یک میدان نوسان، یک میدان دائمی نیز می تواند وجود داشته باشد. در چنین شرایطی، معادله ی نیروی ذرات باردار:
{\displaystyle {\ddot {x}}=h(x)+g(x)\cos(\omega t)}
برای حل معادله فوق، ما می توانیم فرض مشابهی را که ما در مورد آن قبلاً انجام دهیم را بکینم مانند زمانی که {\displaystyle h(x)=0}بود. این یک عبارت کلی برای حرکت سوق ذره می دهد:
{\displaystyle {\displaystyle {\ddot {x}}_{0}=h(x_{0})-{\frac {g(x_{0})g'(x_{0})}{2\omega ^{2}}}}}

## کاربرد ها
ایده ی توصیف پاندروموتیوی از ذرات تحت تاثیر میدان متغیر با زمان کاربردهایی در زمینه های زیر دارد : 
- تله RF ترکیبی
- تولید هارمونیک بالا
- شتاب پلاسما ذرات
- موتور نیروی پلاسما به ویژه موتور شتاب دهنده بدون الکترود پلاسما
- تله یون چهارقطبی
- طیف سنجی زمانی دامنه Terahertz به عنوان منبع اشعه THz با انرژی بالا در پلاسما هوا ناشی از لیزر

نیروی پاندروموتیو نقش مهمی هم در لیزر القایی پلاسمایی به عنوان یک عامل کاهش دهنده اصلی چگالی نقش ایفا می کند.

## مجلات
- Cary, J. R.; Kaufman, A. N. (1981). "Ponderomotive effects in collisionless plasma: A Lie transform approach". Phys. Fluids. 24 (7): 1238. Bibcode:1981PhFl...24.1238C. doi:10.1063/1.863527.
- Grebogi, C.; Littlejohn, R. G. (1984). "Relativistic ponderomotive Hamiltonian". Phys. Fluids. 27 (8): 1996. Bibcode:1984PhFl...27.1996G. doi:10.1063/1.864855.
- Morales, G. J.; Lee, Y. C. (1974). "Ponderomotive-Force Effects in a Nonuniform Plasma". Phys. Rev. Lett. 33 (17): 1016–1019. Bibcode:1974PhRvL..33.1016M. doi:10.1103/physrevlett.33.1016.
- Lamb, B. M.; Morales, G. J. (1983). "Ponderomotive effects in nonneutral plasmas". Phys. Fluids. 26 (12): 3488. Bibcode:1983PhFl...26.3488L. doi:10.1063/1.864132.
- Shah, K.; Ramachandran, H. (2008). "Analytic, nonlinearly exact solutions for an rf confined plasma". Phys. Plasmas. 15 (6): 062303. Bibcode:2008PhPl...15f2303S. doi:10.1063/1.2926632. Archived from the original on 2013-02-23.
- Bucksbaum, P. H.; Freeman, R. R.; Bashkansky, M.; McIlrath, T. J. (1987). "Role of the ponderomotive potential in above-threshold ionization". Jour. Opt. Soc. B. 4 (5): 760. Bibcode:1987JOSAB...4..760B. CiteSeerX 10.1.1.205.4672. doi:10.1364/josab.4.000760.